# Merenius
Genre
Merenius est un genre d'araignées aranéomorphes de la famille des Corinnidae.

## Distribution
Les espèces de ce genre se rencontrent en Afrique subsaharienne et au Yémen.

## Liste des espèces
Selon World Spider Catalog (version 21.5, 18/08/2020) :
- Merenius alberti Lessert, 1923
- Merenius concolor Caporiacco, 1947
- Merenius myrmex Simon, 1909
- Merenius plumosus Simon, 1909
- Merenius proximus Lessert, 1929
- Merenius recurvatus (Strand, 1906)
- Merenius secundus (Strand, 1907)
- Merenius simoni Lessert, 1921
- Merenius solitarius Lessert, 1946
- Merenius tenuiculus Simon, 1909
- Merenius yemenensis Denis, 1953

## Publication originale
- Simon, 1909 : « Arachnides recueillis par L. Fea sur la côte occidentale d'Afrique. 2e partie. » Annali del Museo Civico di Storia Naturale di Genova, vol. 44, p. 335-449 (texte intégral).